# Уюмшил
Уюмши́л (каз. Ұйымшыл) — село у складі району Біржан-сала Акмолинської області Казахстану. Входить до складу Ульгинського сільського округу.
Населення — 37 осіб (2021; 122 у 2009, 177 у 1999, 236 у 1989).
Національний склад станом на 1989 рік:
- казахи — 56 %;
- росіяни — 25 %.